# Augsburger Allgemeine
Augsburger Allgemeine, tidigare Augsburger Allgemeine Zeitung, är en tysk regional dagstidning i sydvästra Bayern. Huvudredaktionen ligger i Augsburg och det huvudsakliga distributionsområdet är regeringsdistriktet Schwaben och västra Oberbayern.
Tidningen tillhör Mediengruppe Pressedruck. Med alla lokalutgåvor uppgick den sammanlagda sålda tryckta upplagan till 215 365 exemplar under 2:a kvartalet 2016, en minskning med 14 procent sedan 1998.

## Historia
Tidningens första föregångare var Allgemeine Zeitung, grundad 1798 i Tübingen av Johann Friedrich Cotta under namnet Neueste Weltkunde. Från 1807 till 1882 gavs tidningen ut i Augsburg och var under 1800-talet en av de mest inflytelserika tyskspråkiga dagstidningarna. Arkeologen Heinrich Schliemann publicerade sina utgrävningsresultat från Hissarlık (Troja) i tidningen, och även kompositören Richard Wagner skrev artiklar och nekrologer i tidningen. Heinrich Heine var från 1832 tidningens korrespondent i Paris.
År 1882 flyttades tidningsredaktionen för Allgemeine Zeitung till München, där det sista numret kom ut 1 mars 1925.
Efter andra världskriget gavs tidningen Augsburger Anzeiger ut i den amerikanska ockupationszonen av den 12:e amerikanska armekåren från 13 juli 1945 till 23 oktober 1945. Den övertogs av de tyska utgivarna Curt Frenzel och Johann Wilhelm Naumann och gavs från 30 oktober 1945 ut som Schwäbische Landeszeitung, från 1 november 1959 under namnet Augsburger Allgemeine.

## Lokalutgåvor
Följande lokala utgåvor av Augsburger Allgemeine ges ut i regionen och tar stora delar av sitt redaktionella material från modertidningen:
- Aichacher Nachrichten i Aichach och nordöstra Landkreis Aichach-Friedberg
- Augsburger Allgemeine, Stadtausgabe och Fernausgabe i Augsburg
- Augsburger Allgemeine, Landkreisausgabe, i Landkreis Augsburg, Neusäß, Gersthofen, Stadtbergen
- Donauwörther Zeitung i Donauwörth och södra Landkreis Donau-Ries
- Donau-Zeitung i Landkreis Dillingen med Dillingen
- Friedberger Allgemeine i Friedberg och västra Landkreis Aichach-Friedberg
- Günzburger Zeitung i Günzburg och norra Landkreis Günzburg
- Illertisser Zeitung i Illertissen och sydvästra Landkreis Neu-Ulm
- Landsberger Tagblatt i Landsberg am Lech med Landkreis Landsberg am Lech
- Mindelheimer Zeitung i Mindelheim och norra Landkreis Unterallgäu
- Mittelschwäbische Nachrichten i Krumbach och södra Landkreis Günzburg
- Neuburger Rundschau i Neuburg an der Donau, Landkreis Neuburg-Schrobenhausen, Ingolstadt och sydvästra Landkreis Eichstätt
- Neu-Ulmer Zeitung i Neu-Ulm och norra Landkreis Neu-Ulm
- Rieser Nachrichten i Nördlingen och norra Landkreis Donau-Ries
- Schwabmünchner Allgemeine i Schwabmünchen och södra Landkreis Augsburg
- Wertinger Zeitung i Wertingen